# 维多利亚·别利亚科娃
维多利亚·奥列格芙娜·别利亚科娃（俄語：Виктория Олеговна Белякова，1992年6月21日—），旧姓安德烈耶娃（Андреева），生于圣彼得堡，是一名俄罗斯女子游泳运动员，主攻自由泳和混合泳。她的母亲是一名现代五项教练。她在六岁时受父母影响开始练习游泳。她的丈夫在一家青年游泳联盟担任主席，两人于2018年9月结婚。